# Хафекост, Эберхард
Эберхард Хафекост (англ. Eberhard Havekost, 1967, Дрезден — 5 июля 2019) — современный немецкий живописец.

## Биография
Учился в Дрезденской академии искусств в 1991—1996. В 1999 получил грант Карла Шмидт-Ротлуфа. Работы Хафекоста хранятся в Музее современного искусства, в Музее искусств Денвера, в Галерее Тейт и в частных коллекциях. Живёт и работает в Дрездене и Берлине

## Творчество
Хафекост изучает процесс конструкции и деконструкции образов. Используя в качестве отправной точки фотографии, снятые им самим или взятые из других источников, он использует цифровые технологии для обработки изображения. Хафекост изменяет оригинальные изображение на компьютере, а затем полученные образы переносит на холст. Например, меняет перспективу и освещение как в Bowling 2, меняет кадрирование и упрощает изображение, делая его почти абстрактным как в Mobile 1, Carpark 4 или Intro I. В последней серии, названной Zensur (Censorship) художник стал закрывать области изображения серыми или черными прямоугольниками (Keller, 2007). Хафекост пишет картины, нанося тонкий слой краски, что усиливает сходство его живописи с проекцией.

## Персональные выставки
- 2009 «Style and Still» , Anton Kern Gallery, Нью-Йорк
- 2008 Eberhard Havekost, FRAC Auvergne
- 2008 Zensur 2, Galerie Gebr. Lehmann, Дрезден/Берлин
- 2007 Discipline[5] (с Франком Ниче), Gow Langsford Gallery, Окленд
- 2007 Jazz, Galerie Gebr. Lehmann, Дрезден
- 2007 Zensur, Anton Kern Gallery, Нью-Йорк
- 2007 Background, White Cube, Лондон
- 2006 Paintings from the Rubell Family Collection, American University Museum, Katzen Arts Center, Вашингтон
- 2006 Harmony 2, Stedelijk Museum, Амстердам
- 2006 backstage, Galerie Gebr. Lehmann, Дрезден
- 2005 Sonnenschutz, Roberts & Tilton, Лос-Анджелес
- 2004 Brandung, Galerie Gebr.Lehmann, Дрезден
- 2004 Graphik 1999—2004, Kupferstich-Kabinett, Дрезден
- 2004 Marvel, Anton Kern Gallery, Нью-Йорк
- 2003 Centre d`art contemporain Georges Pompidou, Cajarc
- 2003 dynamic UND, Inside the White Cube, Лондон
- 2003 Beauty walks a razors edge, Galerie Gebr.Lehmann, Дрезден
- 2003 Square, Anton Kern Gallery, Нью-Йорк
- 2001 DRIVER, Museu de Arte Contemporanea de Serralves, Porto
- 2001 Dimmer, Galerie Gebr.Lehmann, Дрезден
- 2001 Pressure-Pressure, Anton Kern Gallery, Нью-Йорк
- 2000 Kontakt, Galerie Gebr.Lehmann, Дрезден
- 1999 Statements, Art Basel, Базель
- 1998 ZOOM, Anton Kern Gallery, Нью-Йорк
- 1998 Fenster-Fenster, Kunstmuseum Luzern
- 1997 Frieren, Galerie Gebr. Lehmann, Дрезден